# Énergie au Gabon
Le secteur de l'énergie au Gabon est dominé par la biomasse, les hydrocarbures dont le Gabon est producteur et exportateur, et l'hydroélectricité. La population gabonaise de 2 millions d'habitants bénéficie de l'un des meilleurs taux d'accès à l'électricité du continent africain, de plus de 80 %. La Société d'énergie et d'eau du Gabon, détient le monopole de la distribution d'eau et d'électricité au Gabon. Le Gabon produit entre 150 000 et 200 000 barils de pétrole par jour,. Depuis juin 2019, le ministre gabonais du pétrole est Noël Mboumba.

## Secteur pétrolier

Ouvriers autochtones assemblant des tiges de forage au Gabon, 1961

La présence de gisements pétrolifères au Gabon est connue dès la fin des années 1920, grâce aux prospections de la Compagnie générale géophysique. Mais les premiers puits de pétrole n'entrent en exploitation qu'à la fin des années 1950, sur le champ onshore d'Ozouri, près de Port-Gentil. Cette même année commence la construction du terminal pétrolier de Cap Lopez. 
Depuis 2011, l'opérateur national pétrolier au Gabon est la Gabon Oil Compagny, qui intervient dans la production et de commercialisation des produits pétroliers. Il s'agit de la deuxième compagnie pétrolière nationale de l'histoire du Gabon, après la Société nationale pétrolière gabonaise (Petrogab), active de 1979 à 1993.
En 2018, selon le rapport statistique annuel de BP, les réserves de pétrole au Gabon étaient estimées à environ 2 milliards. Mais la production est en déclin, passant d'environ 240 000 barils par jour en 2008, à environ 200 000 barils par jour en 2018. En 2017, les compagnies pétrolières Shell et Total quittent le pays, revendant respectivement leurs actifs aux entreprises Assala Energy et Perenco.
En juillet 2019, après cinq ans sans nouveau contrat pétrolier, le gouvernement gabonais promulgue un nouveau code pétrolier dont l'une des mesures principales est une forte baisse de la fiscalité appliquée aux exploitants pour augmenter l'attractivité du pays aux investissements étrangers. Le nouveau code baisse également le taux minimal de participation de l'État gabonais dans les projets pétroliers, qui passe à 45 % dans les zones conventionnelles et 40 % en offshore, contre 55 % et 50 % dans l'ancien code de 2014.

À la suite de cette réforme juridique, neuf contrats ont été signés dans le développement du secteur pétrolier et gazier du Gabon, entre juillet et octobre 2019.

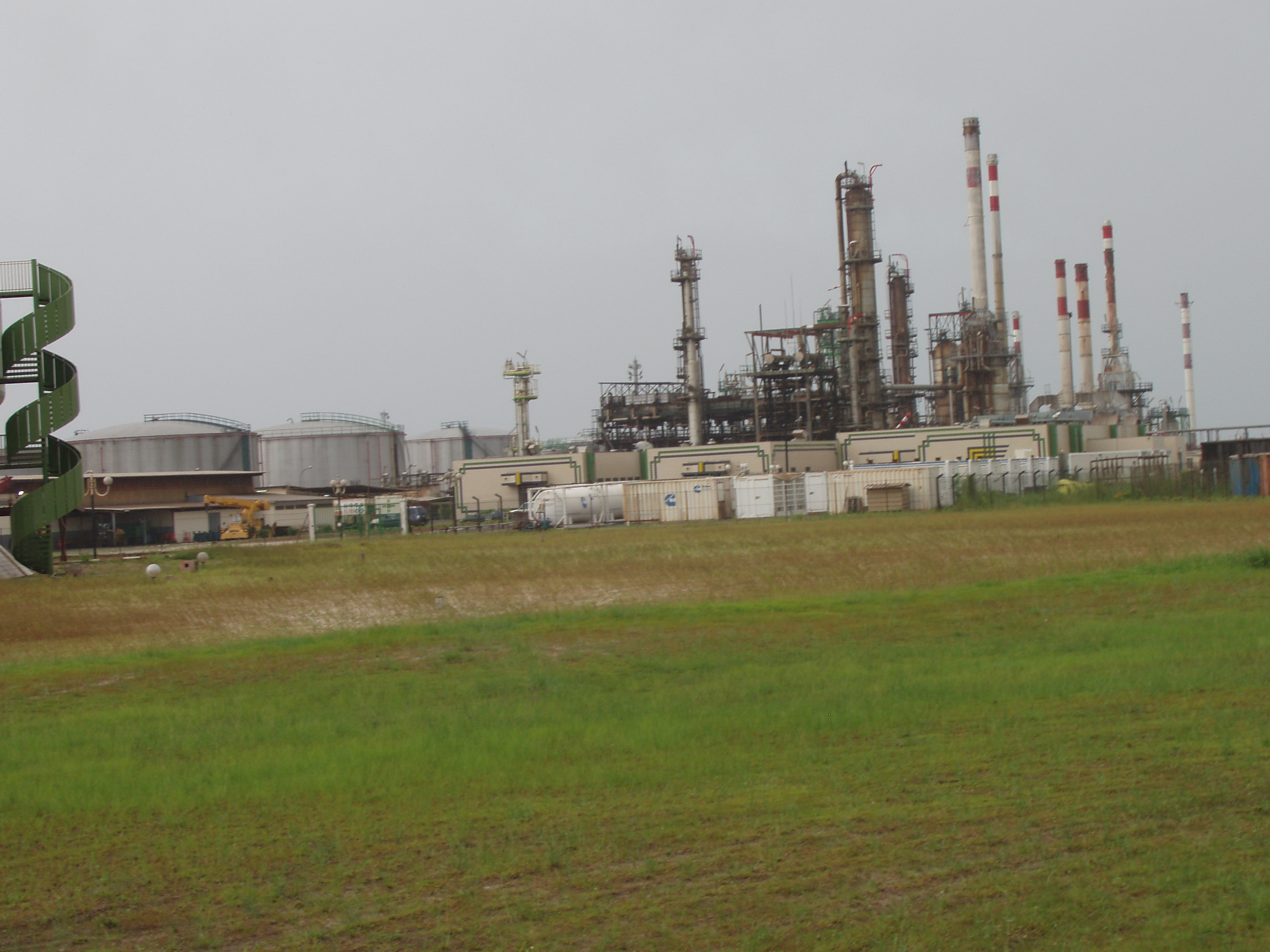
Centre de raffinage de la SOGARA à Port-Gentil, 2009.

Le Gabon dispose d'une raffinerie destinée au marché intérieur de carburants appartenant depuis 2011 à la Société gabonaise de raffinage (SOGARA), dont le capital était partagée entre l'entreprise Total (43,84 %), l'État gabonais (25 %), et d'autres compagnies privées. Au début des années 2010, la raffinerie de la SOGARA avait une capacité de production de  926 000 tonnes.par an, soit une faible partie de la production gabonaise de pétrole essentiellement exporté sous forme brute
En 2016, l'entreprise Total sort du capital de la SOGARA.
En mars 2019, le Fonds monétaire international préconise une mise en liquidation de l'unique raffinerie du Gabon, en proie à d'importantes difficultés financières.

## Consommation d'énergie primaire au Gabon
En raison de la forte croissance économique du Gabon, la consommation d'énergie primaire du pays a été multipliée par environ 2,5 en 20 ans, entre 1997 et 2017.
| Années                 | 1992 | 1997 | 2002 | 2007 | 2012 | 2017 |
| Biomasse               | 793  | 860  | 1292 | 3011 | 2424 | 3725 |
| Pétrole                | 364  | 376  | 423  | 550  | 803  | 857  |
| Gaz naturel            | 86   | 108  | 112  | 135  | 312  | 330  |
| Énergies rénouvelables | 61   | 70   | 79   | 69   | 78   | 77   |
| Charbon                | 0    | 0    | 0    | 0    | 0    | 0    |
| Total (Ktep)           | 1304 | 1414 | 1906 | 3765 | 3617 | 4989 |

Source : Agence Internationale de l'Énergie
En 2017, celle-ci était d'environ 5 millions de tonnes d'équivalent pétrole, dont 75 % provenant de la biomasse. Le bois est l'une des ressources principales du Gabon (deuxième recette à l'exportation après le pétrole), dont le territoire est à 85 % recouvert de forêts. 

## Secteur électrique

### Production d'électricité
En raison de l’électrification en cours des foyers gabonais, la production d'électricité a fortement augmenté de plus de 80 % en 20 ans, entre 1997 et 2017. À partir de 2012, le gaz naturel a dépassé l'hydroélectricité comme première source de production d'électricité au Gabon. En 2017, 50 % de l'électricité du pays était produite à partir de gaz, et 40 % à partir d’énergie hydraulique.
En 2017 un rapport de l'Agence internationale pour les énergies renouvelables place le Gabon en 24ème position d'un classement des 55 pays africains par capacité installée d’énergies renouvelables (330 MW au Gabon).
| Années                  | 1992 | 1997 | 2002 | 2007 | 2012 | 2017 |
| Énergie hydroélectrique | 712  | 809  | 923  | 801  | 908  | 894  |
| Gaz naturel             | 170  | 243  | 330  | 338  | 947  | 1166 |
| Pétrole                 | 103  | 197  | 222  | 587  | 297  | 210  |
| Biomasse                | 8    | 7    | 7    | 8    | 9    | 11   |
| Énergie solaire         | 0    | 0    | 0    | 0    | 3    | 2    |
| Total (GWh)             | 993  | 1256 | 1482 | 1734 | 2164 | 2283 |

Source : Agence Internationale de l'Énergie
Si le Gabon a l'un des taux d'électrification les plus élevés d'Afrique, la distribution d'électricité est mal répartie dans le pays. En 2017, ce taux n'était que de 30 % dans les campagnes. En février 2018, le président Ali Bongo a annoncé la mise en service d'un poste de transformation électrique, à 80 kilomètres de la capitale Libreville, permettant de fournir de l'électricité à 28 villages situés dans la province de l'Estuaire et de Bifoun. 
La Société d'énergie et d'eau du Gabon, qui détient le monopole de la distribution d'eau et d'électricité au Gabon, était en majorité détenue jusqu'en 2018 par l’entreprise française Veolia,.  En février 2018, le gouvernement gabonais décide de nationaliser la SEEG, et d'exproprier la filiale de Veolia au Gabon. Après un an de conflit, un accord à l'amiable est trouvé entre l'État et l'entreprise pour une cession des parts de cette dernière, en échange d'un montant qui n'a pas été diffusé.

#### Énergie hydroélectrique
Le potentiel hydroélectrique du Gabon est évalué à 6000 MW.
Selon l'International Hydropower Association (IHA), la puissance installée des centrales hydroélectriques du Gabon s'élevait à 331 MW fin 2021, soit 0,9 % du total africain, au 21e rang en Afrique, loin derrière l'Éthiopie (4 074 MW). Son voisin le Cameroun a 822 MW.
Le barrage et l'usine de Kinguélé, premier complexe hydroélectrique gabonais, construits à partir de 1969 dans la vallée de la rivière Mbei, sont opérationnels depuis 1973, avec une puissance de 19 MW qui devait être portée à 38 MW en 1975, puis à 57 MW en 1978. Finalement, Kinguélé atteint 57,6 MW.
Le barrage de Tchimbélé (68 MW) a été construit en 1980 à 40 km en amont de Kinguélé, dans la province du Woleu Ntem.
En 2013, le barrage de Grand Poubara (160 MW), construit sur le fleuve Ogooué par la firme chinoise Sinohydro, entre en production.
Le projet de centrale de Kinguélé Aval (35 MW), à 90 km de Libreville sur la rivière Mbei, à 10 km en aval de celle de Kinguélé, sera construit par le chinois Sinohydro et financé par la Banque mondiale et la Banque africaine de développement, puis exploité par l'entreprise franco-gabonaise Asonha Energie, codétenue par le Fonds gabonais d’investissements stratégiques et Meridiam. Les travaux préliminaires ont débuté en décembre 2021.
Plusieurs autres barrages sont en projet, comme le grand Poubara dans le Haut-Ogooué, le barrage de Ngoulmendjim dans la province de l'Estuaire où est située la capitale Libreville, et deux projets de barrages dans la province de Ngounié. Le projet de centrale hydroélectrique de Ngoulmendjin (73 MW), localité située à 125 km de Libreville sur le fleuve Komo, a fait l'objet d'une convention de concession signée en octobre 2016 par le Fonds gabonais d’investissements stratégiques (FGIS) et le groupe industriel panafricain Eranove.
En mars 2018, l'ambassadeur russe au Gabon, Dmitri Kourakov, a annoncé que le groupe RusHydro deuxième producteur mondial d'énergie hydroélectrique, allait bientôt s'installer au Gabon, et apporter son expertise pour augmenter l'accès à l'électricité dans le pays.

#### Énergie solaire
L'énergie solaire est en pleine expansion au Gabon, mais difficile à quantifier car elle est décentralisée et essentiellement captée dans les zones rurales avec des « lampadaires solaires ». Environ 5 000 étaient utilisés en 2019 au Gabon.